# Spitze Sumpfdeckelschnecke
Die Spitze Sumpfdeckelschnecke (Viviparus contectus) ist eine Süßwasserschnecke aus der Familie der Sumpfdeckelschnecken (Ordnung Architaenioglossa). 

## Merkmale

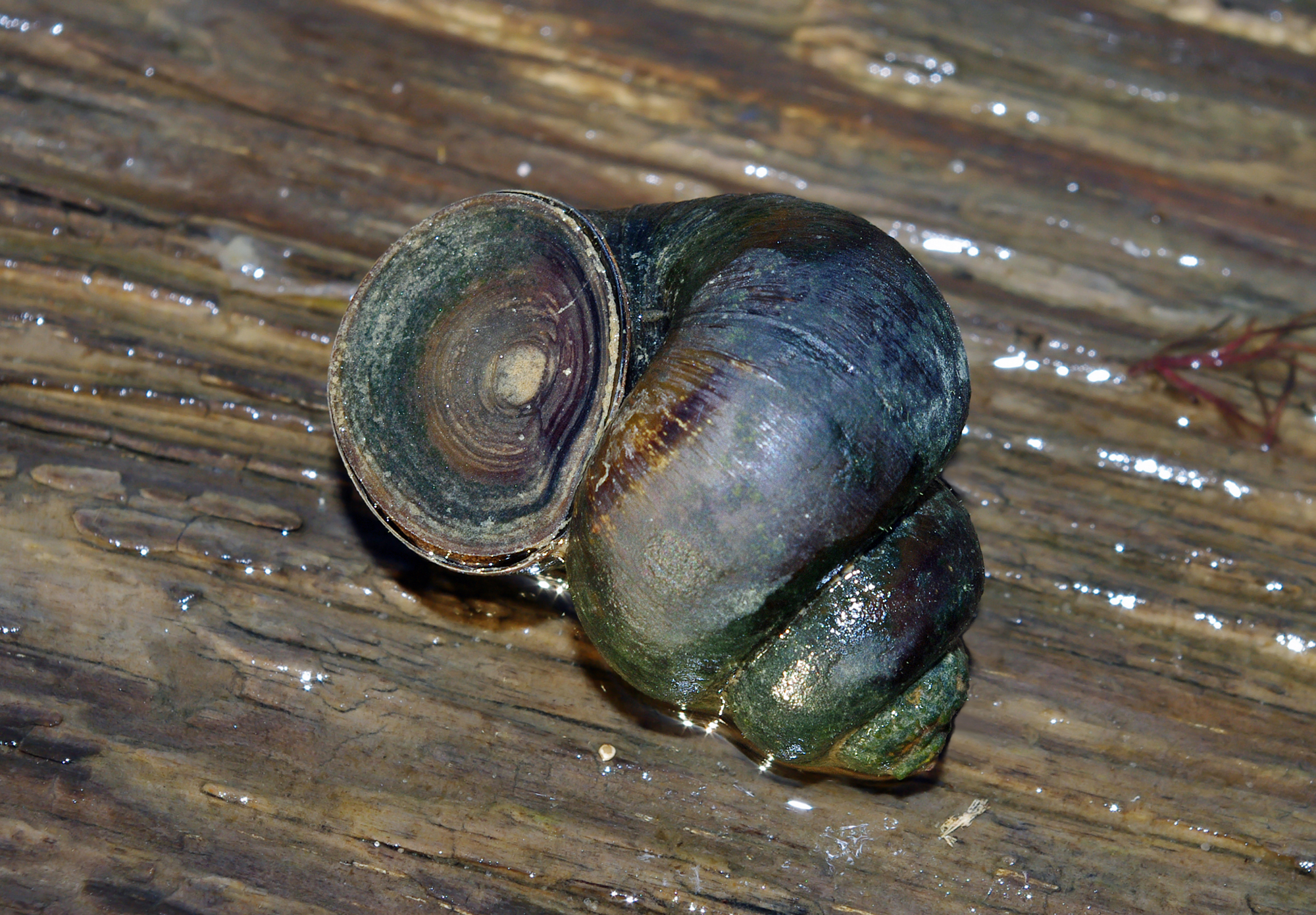
Lebendes Exemplar mit verschlossener Gehäusemündung

Das Gehäuse misst bis 45 mm in der Höhe und bis 35 mm Breite. Es besitzt 6 bis 6,5 Windungen und ist grünlichbraun bis schwarz. Die Windungen sind stufig abgesetzt und der Nabel ist offen. Der Apex ist zugespitzt. Es sind meist drei rote Bänder auf den Windungen vorhanden. Sie bildet unter unterschiedlichen Lebensbedingungen diverse Formvarianten aus (V. c. f. virescens, V. c.  f. nigerrimus und V. c. f. menzeli).

## Fortpflanzung
Die Tiere sind wie alle Vertreter der Familie Viviparidae lebendgebärend (ovovivipar). Im Uterus des Weibchens reifen aus 12–30 Eikapseln während des Sommers nach und nach die Jungen heran, die dann meist in einer Größe von 2,5 bis 10 mm die Mantelhöhle der Mutter verlassen. 

## Lebensweise und Verbreitung
V. contectus findet man überwiegend in stehenden Gewässern, oft auch in trüben, verkrauteten und veralgten schlammigen Teichen und Weihern (vgl. den deutschen Familiennamen Sumpfdeckelschnecke). Sie kommt auch in sauren Moortümpeln und Sümpfen vor. Damit unterscheidet sich V. contectus von den meisten anderen Viviparidae. Sie ist ein Weidegänger, Filtrierer oder ernährt sich von Detritus. Die Tiere überwintern im Schlamm eingegraben und können bis zu 13 Jahre alt werden.
Die Art kommt in fast ganz Europa vor. Sie fehlt in Norwegen, Finnland und Südeuropa.

## Ähnliche Arten
Man kann die beiden Arten am besten anhand der Absetzung der einzelnen Umgänge des Gehäuses unterscheiden: Viviparus viviparus hat schlankere, nicht stufig abgesetzte Gehäusewindungen; bei V. contectus sind die bauchigeren Umgänge deutlich stufig abgesetzt. Dadurch macht sie einen spitzeren Eindruck. Der Nabel ist bei V. viviparus deutlich enger, fast geschlossen.

## Gefährdung
Die Spitze Sumpfdeckelschnecke wird auf den Roten Listen Deutschlands und Österreichs als gefährdet, in der Schweiz als stark gefährdet geführt. Sie wurde in die Vorwarnliste der Tschechischen Republik aufgenommen. Als Gefährdungsursachen gelten maschinelle Entkrautungsmaßnahmen, andere wasserbauliche Maßnahmen sowie Trockenlegung von Gewässern.